# Capitole de l'État du Mississippi
Le Capitole de l'État du Mississippi, construit en 1901 par l'architecte Cass Gilbert, se trouve à Jackson, capitale de l'État.